# Base de lancement de Taïyuan
La base de lancement de Taïyuan est une des quatre bases de lancement chinoises d'engins spatiaux et est également utilisée pour tester des missiles balistiques. Elle se trouve dans la province du Shanxi. Elle sert majoritairement au lancement des satellites héliosynchrones et polaires du programme spatial de la Chine.

## Situation géographique
La base de lancement de Taïyuan fait partie sur le plan administratif du Xian de Kelan lui-même situé dans la province du Shanxi au nord est de la Chine. La base de lancement tire son nom de la capitale de la province bien qu'elle soit située à 180 km au nord ouest de celle-ci. Ce nom aurait été choisi pour tromper l'adversaire et dissimuler ainsi les installations militaires durant la guerre froide. La base occupe les vallées des montagnes de Lüllang à une altitude de 1 500 mètres. Le climat de la région est type mousson continental et est plutôt sec. La température moyenne annuelle est de 5 °C.

## Historique
En Chine, les tests de missiles balistiques sont effectués traditionnellement vers l'ouest. Les premiers tests de missiles s'effectuent depuis la base de lancement de Jiuquan (base 20) mais la portée maximale depuis cette base est de 1 800 km. Au milieu des années 1960 la portée des missiles les plus puissants dépasse cette valeur et les militaires chinois sélectionnent la base de Taïyuan située plus à l'est qui devient opérationnelle en décembre 1968 sous l'appellation base 25. Depuis cette époque la base joue un rôle central dans les vols d'essais des missiles balistiques chinois. En 1979 le complexe de lancement 7 est construit pour permettre le tir à la fois de missiles balistiques et de lanceurs. Le tir d'un lanceur n'a lieu que 9 ans plus tard avec le tir d'une Longue Marche 4A qui place sur une orbite héliosynchrone le premier satellite météorologique chinois Fengyun 1. À la fin des années 1980 le site est partiellement ouvert au monde extérieur pour permettre aux lanceurs chinois de pénétrer le marché des satellites commerciaux. Entre 1997 et 1999 12 satellites de télécommunications Iridium de Motorola sont lancés depuis cette base par des fusées Longue Marche 2C, équipées d'étages supérieurs à poudre dédiés. En 1999 le satellite sino-brésilien CBERS-1 est lancé par une fusée Longue Marche 4B.
En 2015, c'est depuis la base qu'est lancée la première fusée de nouvelle génération chinoise, la Longue Marche 6, d'où elle décolle exclusivement depuis lors. Fin 2020, c'est également depuis Taïyuan que deux Kuaizhou-1A décollèrent à quelques heures d'intervalle, établissant un nouveau record dans l'histoire spatiale chinoise.

## Installations
La base comporte 3 complexes de lancement disposant chacun d'un seul pas de tir, un complexe ou les lanceurs et les engins spatiaux sont réceptionnés et vérifiés, un centre de télécommunications, un centre de contrôle et un centre de poursuite. Ce dernier est situé dans la ville de Taïyuan et utilise les données fournies par des stations radar situées à Yangqu, Lishi, Yulin et Hancheng toutes dans la région de Shaanxi. Les composants des lanceurs sont transportés par rail jusqu'à la base, puis assemblés en utilisant une grue sur le pas de tir le long d'une tour ombilicale munies de plateformes d'accès aux différents étages.

### Le complexe de lancement 7
Le complexe de lancement 7 (ZL-7) est entré en opération en 1979 et est resté jusqu'en 2008 le seul utilisé pour tirer des lanceurs. Depuis sa modernisation en 2008, il n'a plus été utilisé pour mettre en orbite des satellites mais uniquement pour tirer des engins balistiques dont le planeur hypersonique WU-14. Le pas de tir fut utilisé pour des lancements de Longue Marche 2C, 4A, 4B et 4C.

### Le complexe de lancement 9
Le complexe de lancement 9 (ZL-9) a été inauguré en 2008 et constitue le pas de tir principal des lanceurs à Taïyuan. Le complexe qui comprend une tour ombilicale fixe, un centre de lancement et des réservoirs d'ergols souterrains lance à la fois des Longue Marche 2C, 4B et 4C.

### Le complexe de lancement 109/16
Le complexe de lancement 109 (ZL-16) a été construit pour permettre le lancement du lanceur léger de nouvelle génération Longue Marche 6. Contrairement à ce qui se passe dans les autres installations, le lanceur est amené complètement assemblé avec sa charge utile sur un véhicule érecteur qui le place à la verticale. La tour ombilicale est utilisée uniquement pour faire le plein en ergols. Le premier tir a eu lieu en 2016.